# Вулиця Леся Курбаса (Івано-Франківськ)
Вулиця Леся Курбаса — коротка пряма вулиця в центральній частині Івано-Франківська, яка сполучає площу Міцкевича з вулицею Грушевського.

## Історія
Виникла в середині XIX століття. Раніше на її місці пролягали фортечні мури та височів бастіон із центром на місці нинішньої філармонії. Вулиця мала ім'я А. Бельовського — польського поета й історика, який народився в с. Креховичах на Рожнятівщині, в нашій області. У часи ЗУНР називалася вулицею Ю. Федьковича. За німецької влади названа іменем Р. Ваґнера. У першу річницю зайняття радянськими військами Станіслава вулицю назвали ім'ям майора В. Цимбалюка — командира батальйону 161-ї стрілецької дивізії, яка визволяла місто. Він загинув у боях на території Словаччини. Вулиця розташована в мистецькому осерді обласного центру. У березні 1991-го вона одержала ім'я відомого режисера і теоретика театру Леся Курбаса, який неодноразово грав ролі та ставив вистави у Станиславові.

## Будівлі
На вулиці пронумеровано тільки вісім будинків. Три з них — № 5, 7, 9 (арх. А. Ріттер) — це фактично один трисекційний будинок, у якому за звичаєм давніх часів кожна секція має свій номер. Кам'яниці тут капітальні, триповерхові, будовані в діапазоні 1894–1906 рр. Відзначаються неокласичними і сецесійними формами, всі вони є пам'ятками архітектури місцевого значення. Найбагатшу історію має будинок № 3 на початку вулиці, що порталом звернений до площі Міцкевича. Він збудований 1891 року як польський театр (архітектор Ю. Лапіцький), з 1940-го став українським муздрамтеатром ім. І. Франка. 1980 року театр перейшов у нове приміщення, а будинок зайняла філармонія.